# Église Saint-Roch-et-de-l'Assomption-de-Notre-Dame de Clairavaux
L'église Saint-Roch-et-de-l'Assomption-de-Notre-Dame, ou Saint-Roch-et-Notre-Dame-de-l'Assomption, est une église catholique située à Clairavaux, en France.

## Localisation
L'église est située dans le sud du département français de la Creuse, au centre du bourg de Clairavaux.

## Historique
Édifiée au XIIe siècle, l'église s'agrandit, côté sud, d'une chapelle au XVe siècle et son portail occidental date de l'an 1545.
L'édifice est classé au titre des monuments historiques le 9 janvier 1957.

## Mobilier
Plusieurs objets mobiliers de l'église sont classés au titre des monuments historiques depuis le 1er décembre 1913 :
- l'ensemble du maître-autel, datant de la période 1651-1725[2] composé de :
  - l'autel, deux gradins d'autel, deux tabernacles, et l'exposition[3],
  - le retable en bois haut de sept mètres pour cinq mètres de largeur[4],
  - le tableau représentant l'Assomption de la Vierge[5] ;
- deux statues polychromes du XVIe siècle en calcaire représentant Marie l'Égyptienne[6] et Zosime de Palestine[7].

Le sol de l'église recèle plusieurs dalles funéraires gravées dont deux sont particulièrement bien conservées : une du XIIIe ou XIVe siècle et celle de Françoise de la Roche, datant du XVe siècle.
Par ailleurs, des peintures fragmentaires des XIIe, XIIIe et XVe siècles ont été mises au jour dont un remarquable calendrier agricole du XIIIe siècle dont les neuf premiers mois sont encore bien représentés.

## Galerie

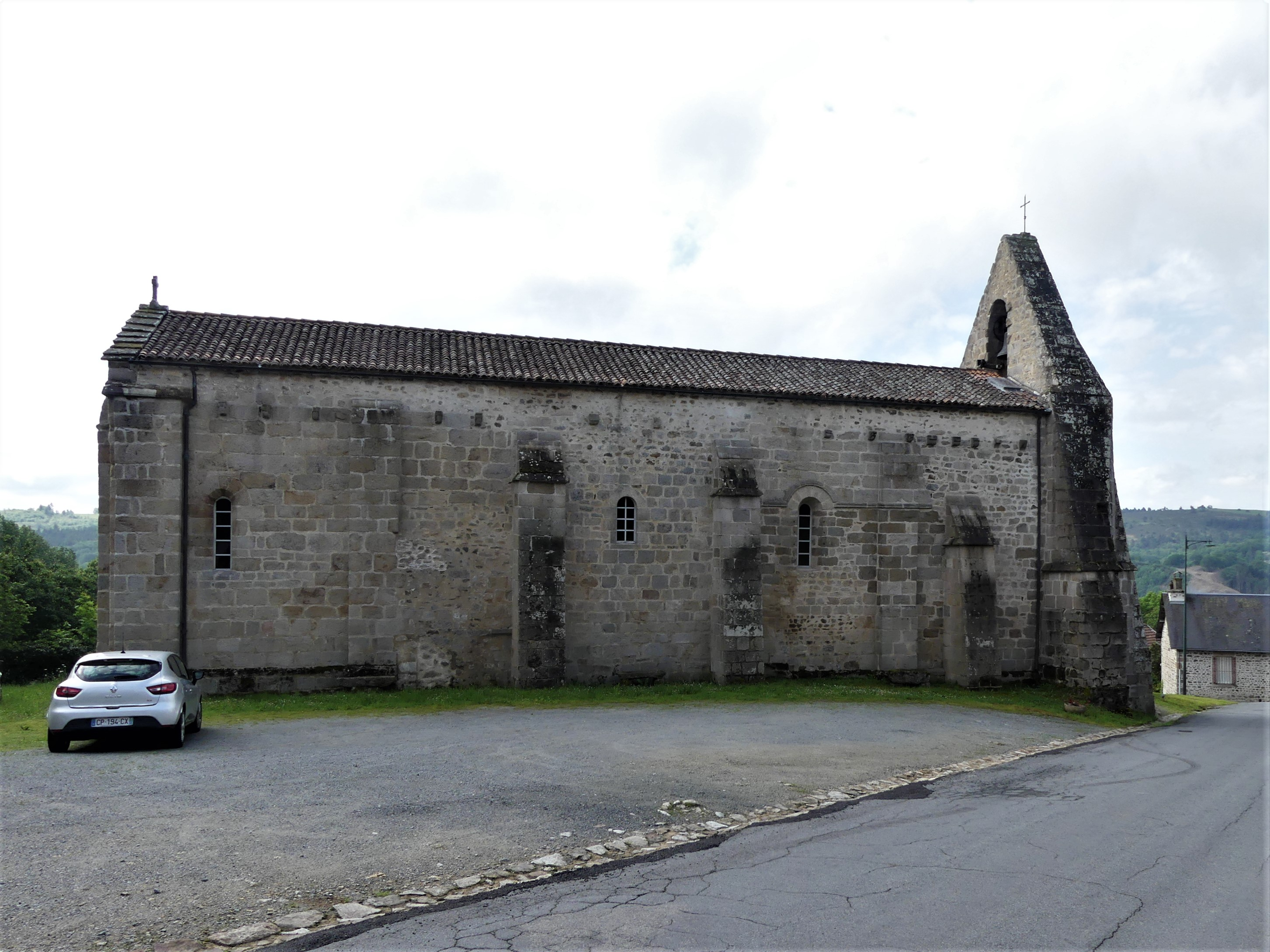
La façade nord.
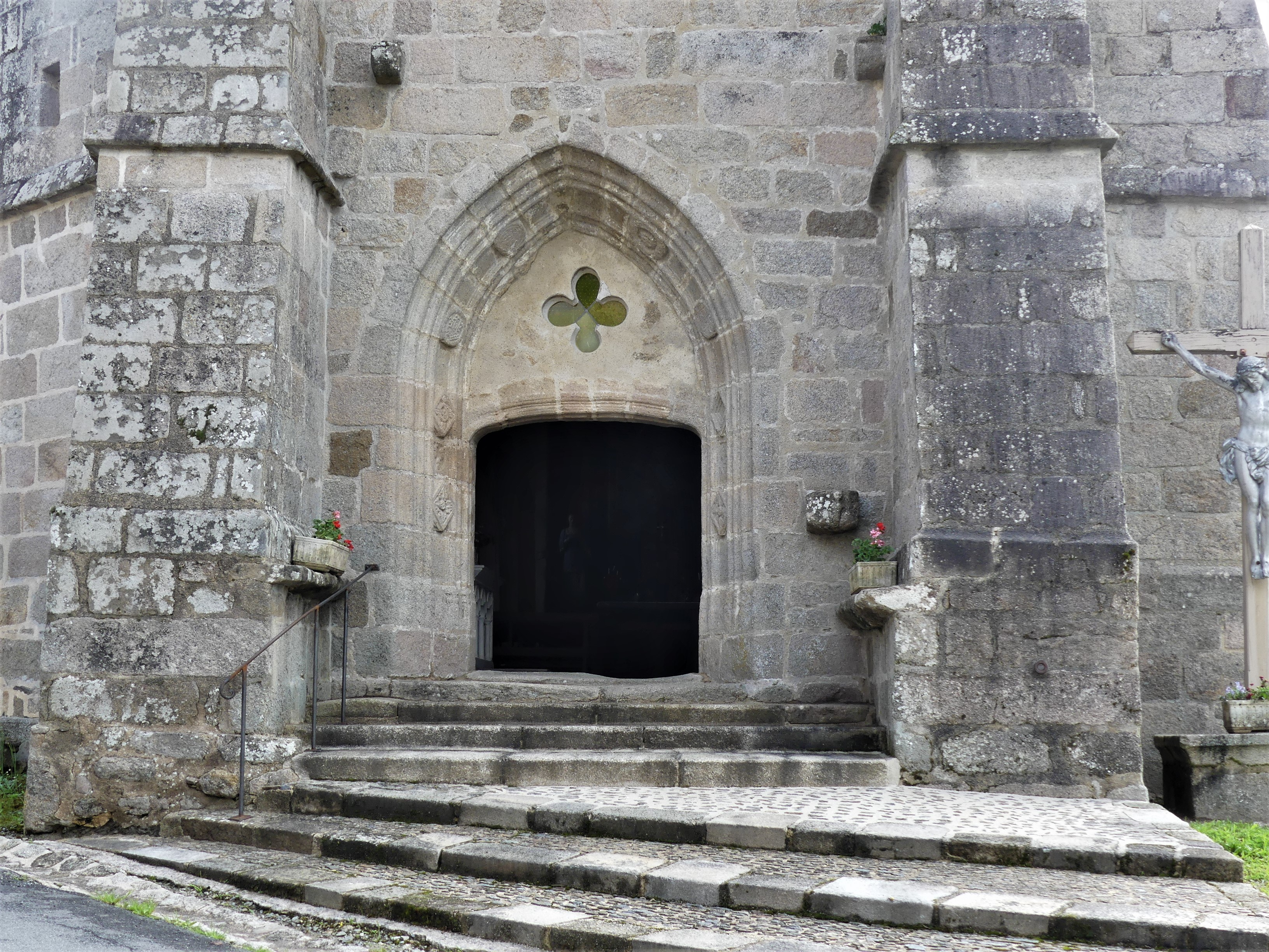
Le portail.
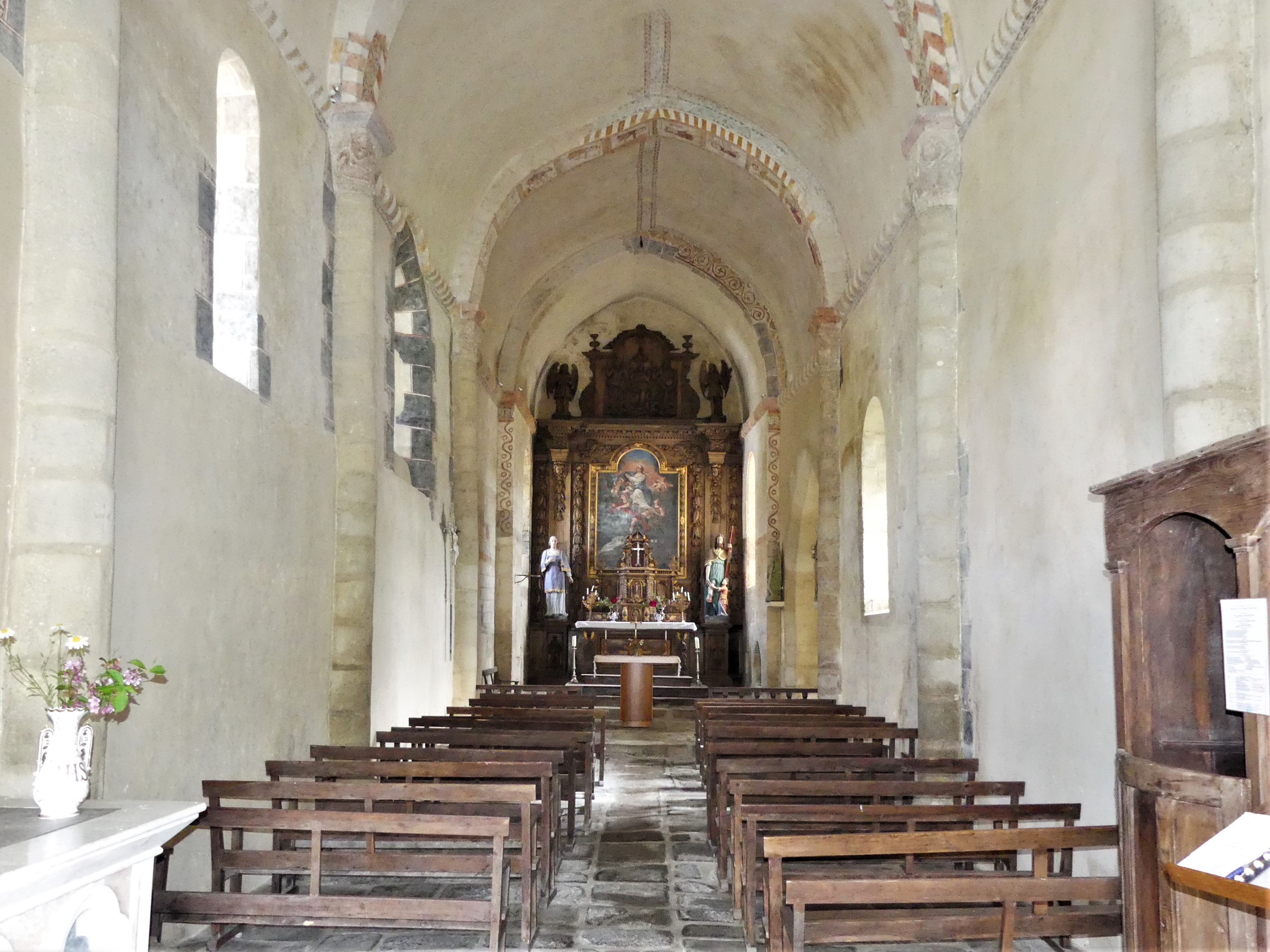
La nef.
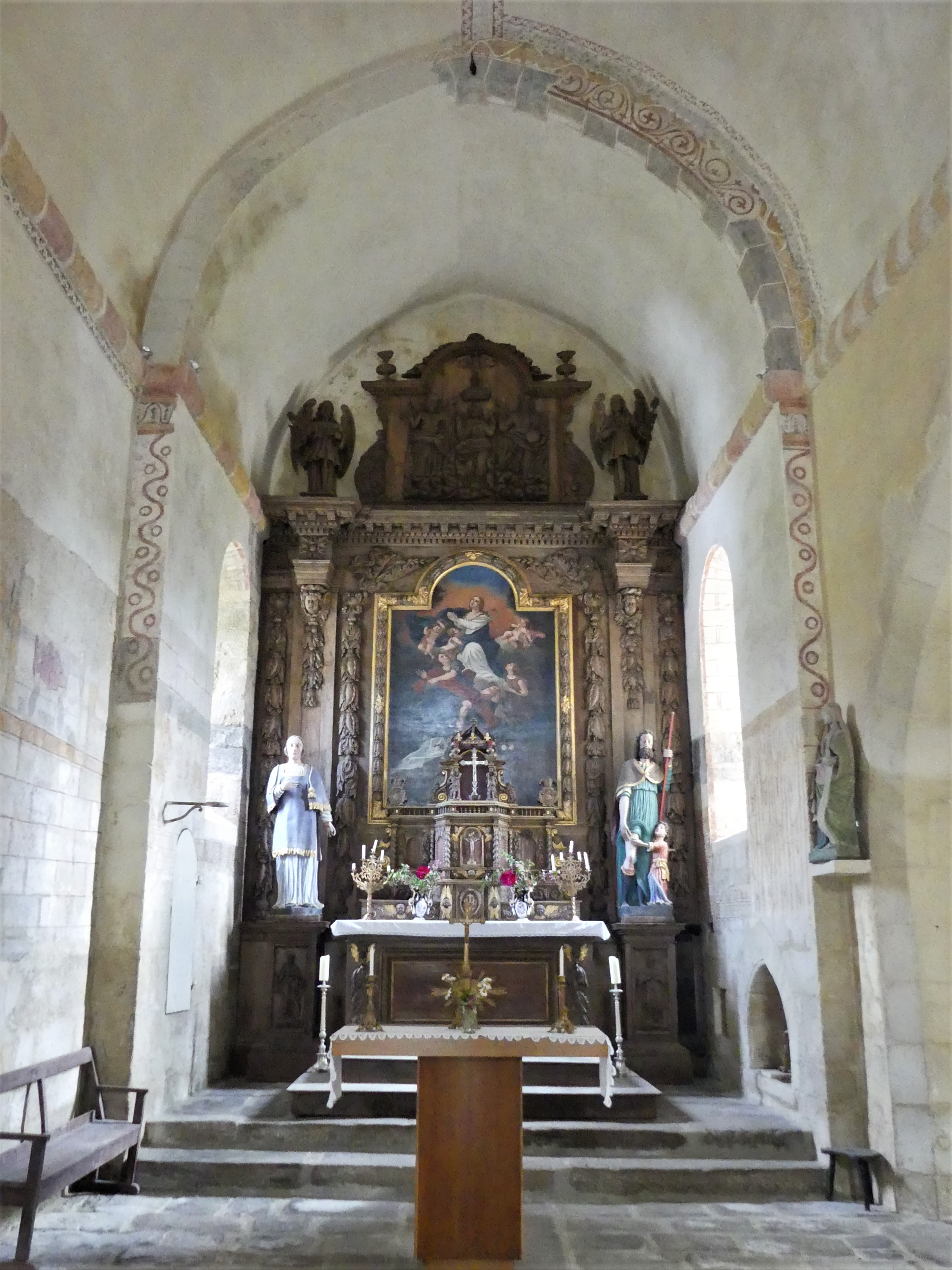
Le chœur.
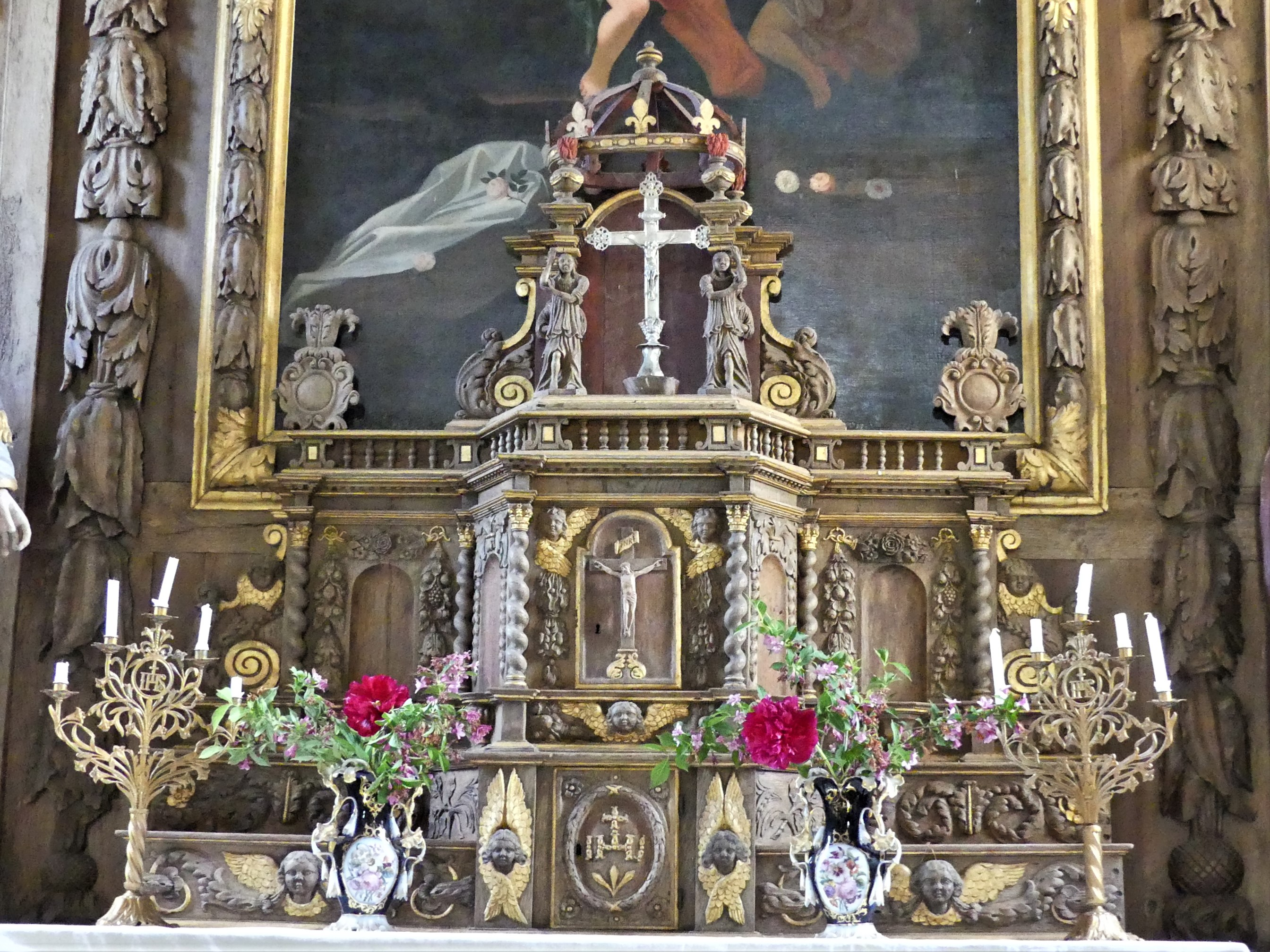
Les deux tabernacles superposés.
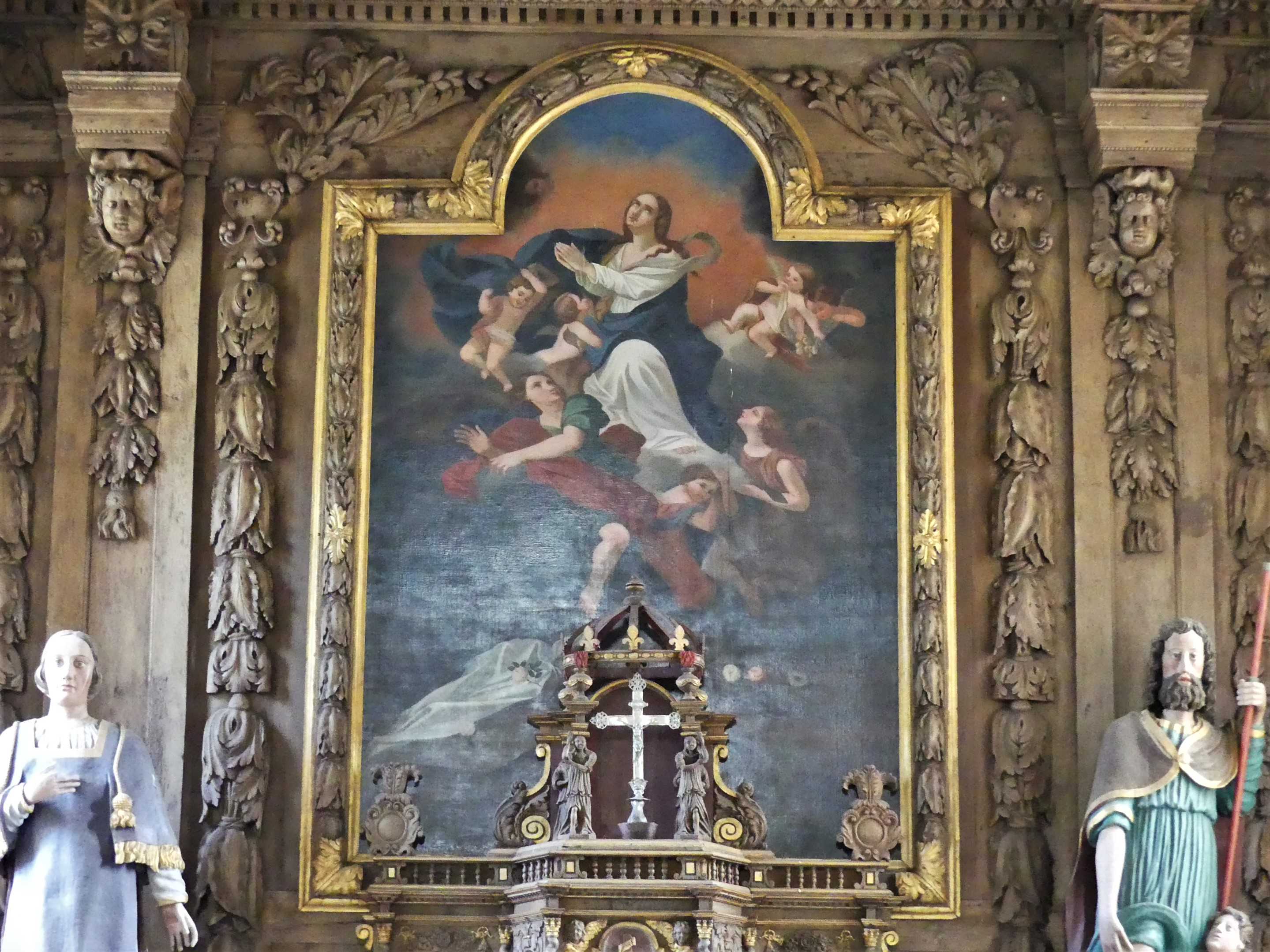
Le tableau représentant l'Assomption.
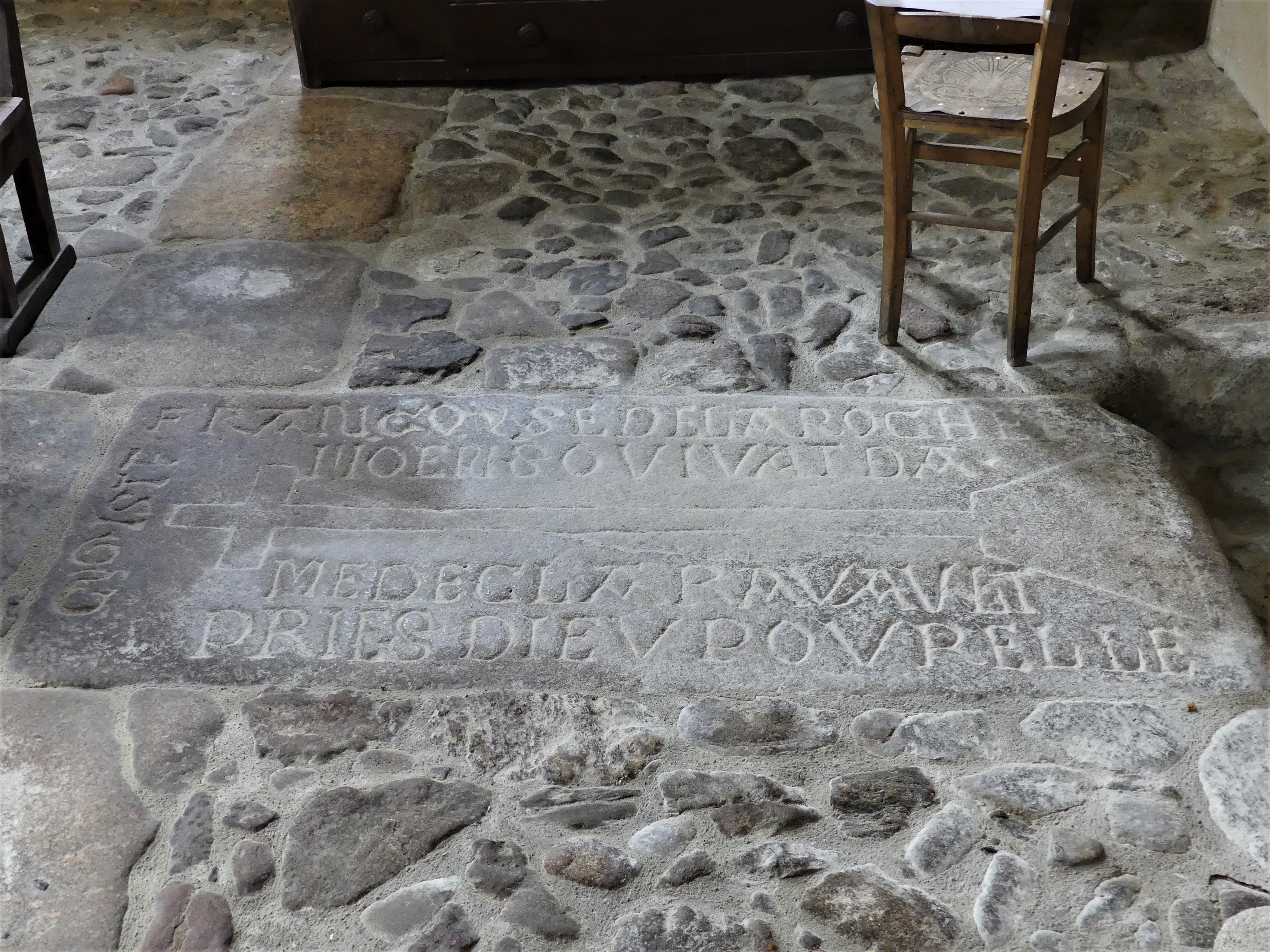
La dalle funéraire de Françoise de la Roche.
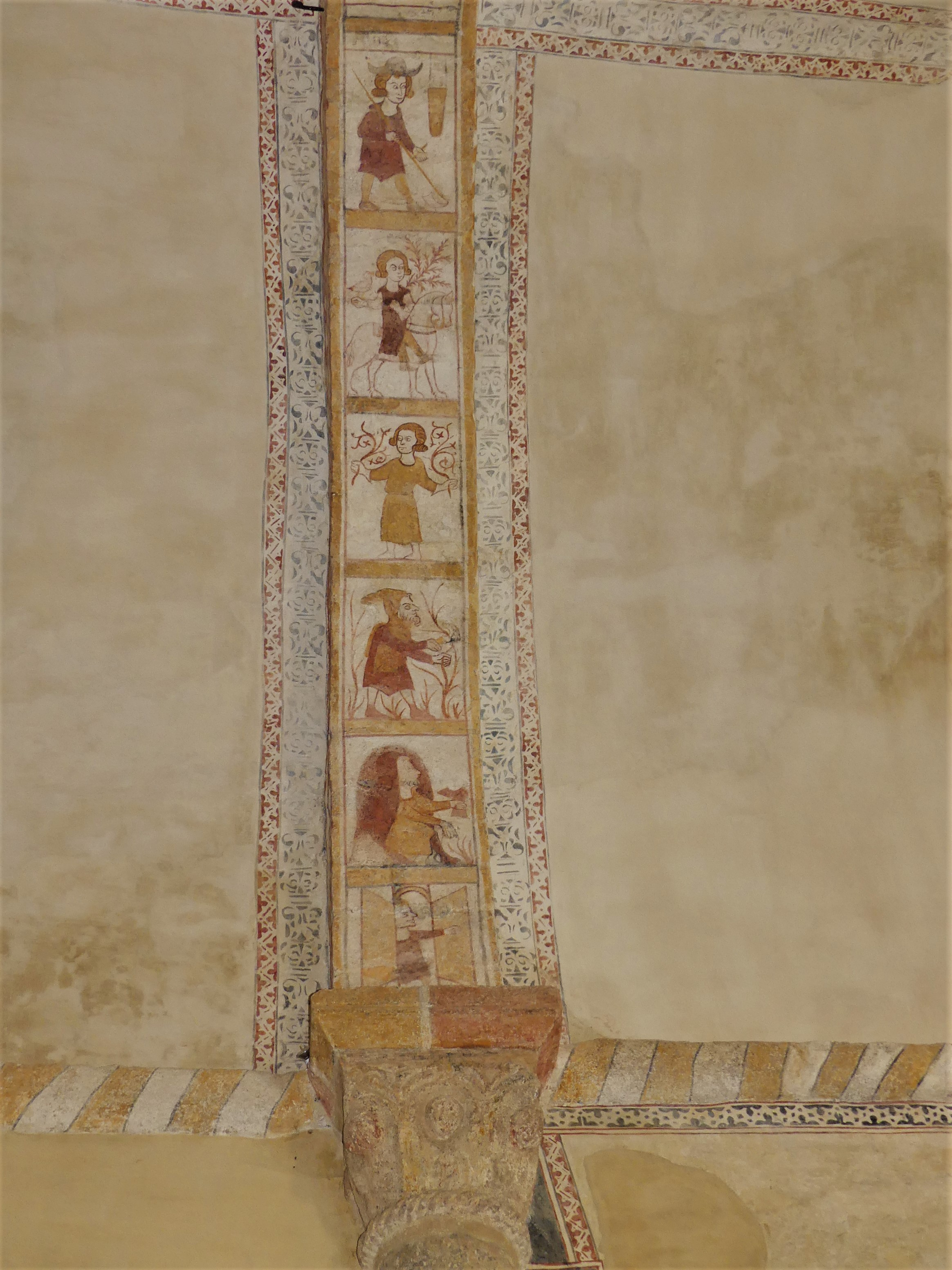
Peinture représentant un calendrier agricole (de janvier en bas à juin en haut).